# وينتر هافن
وينتر هافن هي مدينة في الولايات المتحدة، تتبع مقاطعة بولك، بلغ عدد سكانها 26٬484 نسمة، تبلغ مساحتها 103٫424869 كيلومتر مربع.

## المناخ
يظهر الجدول التالي التغييرات المناخية على مدار السنة لوينتر هافن:
| البيانات المناخية لـوينتر هافن    | البيانات المناخية لـوينتر هافن | البيانات المناخية لـوينتر هافن | البيانات المناخية لـوينتر هافن | البيانات المناخية لـوينتر هافن | البيانات المناخية لـوينتر هافن | البيانات المناخية لـوينتر هافن | البيانات المناخية لـوينتر هافن | البيانات المناخية لـوينتر هافن | البيانات المناخية لـوينتر هافن | البيانات المناخية لـوينتر هافن | البيانات المناخية لـوينتر هافن | البيانات المناخية لـوينتر هافن | البيانات المناخية لـوينتر هافن |
| الشهر                             | يناير                          | فبراير                         | مارس                           | أبريل                          | مايو                           | يونيو                          | يوليو                          | أغسطس                          | سبتمبر                         | أكتوبر                         | نوفمبر                         | ديسمبر                         | المعدل السنوي                  |
| --------------------------------- | ------------------------------ | ------------------------------ | ------------------------------ | ------------------------------ | ------------------------------ | ------------------------------ | ------------------------------ | ------------------------------ | ------------------------------ | ------------------------------ | ------------------------------ | ------------------------------ | ------------------------------ |
| الدرجة القصوى °ف (°م)             | 89 (32)                        | 92 (33)                        | 94 (34)                        | 98 (37)                        | 100 (38)                       | 103 (39)                       | 100 (38)                       | 100 (38)                       | 98 (37)                        | 96 (36)                        | 91 (33)                        | 92 (33)                        | 103 (39)                       |
| متوسط درجة الحرارة الكبرى °ف (°م) | 74 (23)                        | 76 (24)                        | 80 (27)                        | 84 (29)                        | 89 (32)                        | 92 (33)                        | 93 (34)                        | 92 (33)                        | 90 (32)                        | 85 (29)                        | 79 (26)                        | 74 (23)                        | 84.0 (28.9)                    |
| متوسط درجة الحرارة الصغرى °ف (°م) | 51 (11)                        | 52 (11)                        | 56 (13)                        | 60 (16)                        | 66 (19)                        | 71 (22)                        | 72 (22)                        | 73 (23)                        | 72 (22)                        | 66 (19)                        | 59 (15)                        | 52 (11)                        | 62.5 (16.9)                    |
| أدنى درجة حرارة °ف (°م)           | 19 (−7)                        | 25 (−4)                        | 23 (−5)                        | 32 (0)                         | 46 (8)                         | 50 (10)                        | 59 (15)                        | 62 (17)                        | 59 (15)                        | 44 (7)                         | 22 (−6)                        | 19 (−7)                        | 19 (−7)                        |
| الهطول إنش (مم)                   | 2.39 (61)                      | 2.57 (65)                      | 3.36 (85)                      | 2.21 (56)                      | 3.68 (93)                      | 6.91 (176)                     | 8.12 (206)                     | 7.52 (191)                     | 6.16 (156)                     | 2.64 (67)                      | 2.43 (62)                      | 2.23 (57)                      | 50.22 (1٬276)                  |
| المصدر: The Weather Channel       |                                |                                |                                |                                |                                |                                |                                |                                |                                |                                |                                |                                |                                |

## أعلام
- تشارلز أوينز
- تري رولينز
- غلوريا هندري
- رودي جاينز
- إيرل نايلور
- أوتيس بيردسونغ
- ديك بوب جونيور
- جرام بارسونز
- ديك بوب سينيور